# Криспано
Криспано (итал. Crispano) је насеље у Италији у округу Напуљ, региону Кампанија.
Према процени из 2011. у насељу је живело 12249 становника. Насеље се налази на надморској висини од 32 м.

## Становништво
| 1931. | 1936. | 1951. | 1961. | 1971. | 1981. | 1991.  | 2001.  | 2011.  |
| ----- | ----- | ----- | ----- | ----- | ----- | ------ | ------ | ------ |
| 1.890 | 1.978 | 2.633 | 2.956 | 4.324 | 6.840 | 10.467 | 12.072 | 12.411 |